# 勒图尔迪帕克
勒图尔迪帕克（法語：Le Tour-du-Parc，法語發音：[lə tuʁ dy paʁk]）是法国莫尔比昂省的一个市镇，属于瓦讷区。

## 地理
勒图尔迪帕克（47°31'32"N, 2°38'44"W）面积9.3 平方千米，位于法国布列塔尼大區莫尔比昂省，该省份为法国西北部沿海省份，位于布列塔尼半岛南部，北起阿摩尔滨海省、西接菲尼斯泰尔省，南濒大西洋，东南接大西洋卢瓦尔省，东临伊勒-维莱讷省。
与勒图尔迪帕克接壤的市镇（或旧市镇、城区）包括：叙聚尔、萨尔佐。
勒图尔迪帕克的时区为UTC+01:00、UTC+02:00（夏令时）。

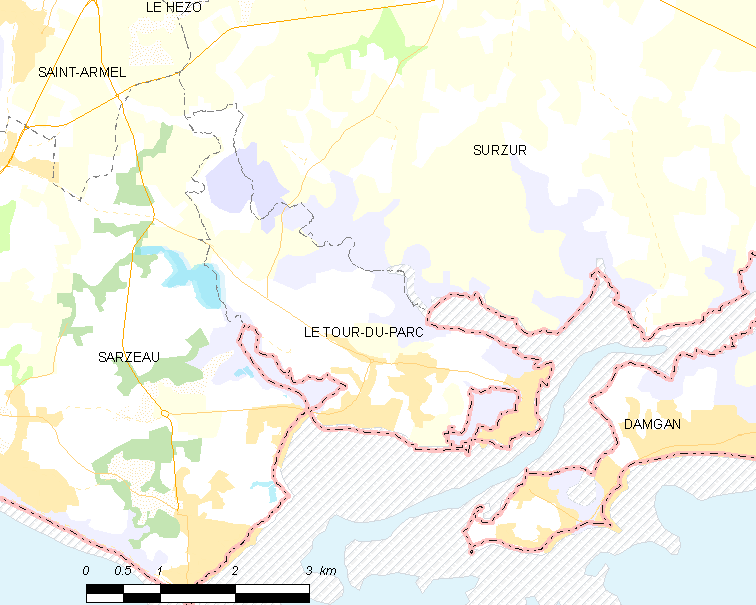
勒图尔迪帕克的OSM定位图

## 行政
勒图尔迪帕克的邮政编码为56370，INSEE市镇编码为56252。

## 政治
勒图尔迪帕克所属的省级选区为塞内县。

## 人口

1962-2008年间勒图尔迪帕克人口变化图示

勒图尔迪帕克于2022年1月1日时的人口数量为1259人。